# Club Atlético River Plate 1992-1993
Questa voce raccoglie le informazioni riguardanti il Club Atlético River Plate nelle competizioni ufficiali della stagione 1992-1993.

## Stagione
Il tecnico è ancora Passarella; tra i cambiamenti nella rosa, si registra il debutto in prima squadra di Marcelo Gallardo. Il torneo di Apertura si svolge tra agosto e dicembre e vede il River classificarsi al secondo posto, dietro al Boca Juniors, a 4 punti di distanza. Nel Clausura il River termina al terzo posto con 23 punti, dietro a Vélez Sarsfield e Independiente, rispettivamente a 27 e 24 punti.

## Maglie e sponsor
Lo sponsor tecnico per la stagione 1992-1993 è Adidas, mentre lo sponsor ufficiale è Sanyo.
| Casa | Trasferta |

## Rosa
| N. |                      | Ruolo | Calciatore         |
| -- | -------------------- | ----- | ------------------ |
|    | Argentina (bandiera) | P     | Rodrigo Burela     |
|    | Argentina (bandiera) | P     | Ángel Comizzo      |
|    | Argentina (bandiera) | P     | Sergio Goycochea   |
|    | Argentina (bandiera) | P     | José Miguel        |
|    | Argentina (bandiera) | P     | Javier Sodero      |
|    | Uruguay (bandiera)   | P     | Adolfo Zeoli       |
|    | Argentina (bandiera) | D     | Jorge Balbis       |
|    | Argentina (bandiera) | D     | Fabián Basualdo    |
|    | Argentina (bandiera) | D     | Carlos Bustos      |
|    | Argentina (bandiera) | D     | Fernando Cáceres   |
|    | Argentina (bandiera) | D     | Diego Cocca        |
|    | Argentina (bandiera) | D     | Ricardo Altamirano |
|    | Argentina (bandiera) | D     | Pablo Lavallén     |
|    | Argentina (bandiera) | D     | Guillermo Rivarola |

| N. |                      | Ruolo | Calciatore            |
| -- | -------------------- | ----- | --------------------- |
|    | Argentina (bandiera) | C     | Leonardo Astrada      |
|    | Argentina (bandiera) | C     | Matías Almeyda        |
|    | Argentina (bandiera) | C     | Javier Claut          |
|    | Argentina (bandiera) | C     | Hernán Díaz           |
|    | Argentina (bandiera) | C     | Marcelo Gallardo      |
|    | Argentina (bandiera) | C     | Ariel Ortega          |
|    | Argentina (bandiera) | C     | Jorge Gabriel Vázquez |
|    | Argentina (bandiera) | C     | Gustavo Zapata        |
|    | Argentina (bandiera) | A     | José Albornoz         |
|    | Uruguay (bandiera)   | A     | Rubén Da Silva        |
|    | Argentina (bandiera) | A     | Ramón Díaz            |
|    | Argentina (bandiera) | A     | Ramón Medina Bello    |
|    | Argentina (bandiera) | A     | Walter Silvani        |
|    | Argentina (bandiera) | A     | Facundo Villalba      |

## Statistiche

### Statistiche di squadra
| Competizione          | Punti | Totale | Totale | Totale | Totale | Totale | Totale | DR  |
| Competizione          | Punti | G      | V      | N      | P      | Gf     | Gs     | DR  |
| --------------------- | ----- | ------ | ------ | ------ | ------ | ------ | ------ | --- |
| Campionato - Apertura | 23    | 19     | 10     | 5      | 4      | 28     | 13     | +15 |
| Campionato - Clausura | 23    | 19     | 10     | 3      | 6      | 33     | 21     | +12 |
| Totale                | -     |        |        |        |        |        |        | -   |